# العلاقات الإماراتية الباكستانية
العلاقات الإماراتية الباكستانية هي العلاقات الثنائية التي تجمع بين الإمارات العربية المتحدة وباكستان.

## مقارنة بين البلدين
هذه مقارنة عامة ومرجعية للدولتين:
| وجه المقارنة                                              | الإمارات العربية المتحدة | باكستان                     |
| --------------------------------------------------------- | ------------------------ | --------------------------- |
| المساحة (كم2)                                             | 83.60 ألف                | 881.91 ألف                  |
| عدد السكان (نسمة)                                         | 9.40 مليون               | 197.02 مليون                |
| الكثافة السكانية (ن./كم²)                                 | 112.44                   | 223.4                       |
| العاصمة                                                   | أبو ظبي                  | إسلام آباد                  |
| اللغة الرسمية                                             | اللغة العربية            | لغة إنجليزية، اللغة الأردية |
| العملة                                                    | درهم إماراتي             | روبية باكستانية             |
| الناتج المحلي الإجمالي (بليون دولار)                      | 382.58 مليار             | 304.95 مليار                |
| الناتج المحلي الإجمالي (تعادل القوة الشرائية) بليون دولار | 640.72 مليار             | 946.67 مليار                |
| الناتج المحلي الإجمالي الاسمي للفرد دولار أمريكي          | 40.44 ألف                | 1.43 ألف                    |
| الناتج المحلي الإجمالي للفرد دولار أمريكي                 | 67.67 ألف                | 4.81 ألف                    |
| مؤشر التنمية البشرية                                      | 0.835                    | 0.538                       |
| رمز المكالمات الدولي                                      | +971                     | +92                         |
| رمز الإنترنت                                              | .ae، .امارات             | .pk                         |
| المنطقة الزمنية                                           | ت ع م+04:00              | ت ع م+05:00                 |

## مدن متوأمة
في ما يلي قائمة باتفاقيات التوأمة بين مدن إماراتية وباكستانية:
- ترتبط دبي مع كراتشي باتفاقية توأمة منذ 2005.[14][14][14][14]
- ترتبط أبو ظبي مع إسلام آباد باتفاقية توأمة منذ 26 أكتوبر 2002.[15]

## منظمات دولية مشتركة
يشترك البلدان في عضوية مجموعة من المنظمات الدولية، منها:
| علم المنظمة | اسم المنظمة                               | تاريخ انضمام الإمارات العربية المتحدة | تاريخ انضمام باكستان |
| ----------- | ----------------------------------------- | ------------------------------------- | -------------------- |
|             | وكالة ضمان الاستثمار متعدد الأطراف        | 20 أكتوبر 1993                        | 12 أبريل 1988        |
|             | منظمة التعاون الإسلامي                    | ?                                     | ?                    |
|             | منظمة الشرطة الجنائية الدولية             | ?                                     | ?                    |
|             | منظمة حظر الأسلحة الكيميائية              | ?                                     | ?                    |
|             | منظمة التجارة العالمية                    | ?                                     | ?                    |
|             | الفريق المعني برصد الأرض                  | ?                                     | ?                    |
|             | الأمم المتحدة                             | 9 ديسمبر 1971                         | 30 سبتمبر 1947       |
|             | مؤسسة التمويل الدولية                     | 30 سبتمبر 1977                        | 20 يوليو 1956        |
|             | يونسكو                                    | 20 أبريل 1972                         | 14 سبتمبر 1949       |
|             | البنك الدولي للإنشاء والتعمير             | 22 سبتمبر 1972                        | 11 يوليو 1950        |
|             | المنظمة الهيدروغرافية الدولية             | ?                                     | ?                    |
|             | الاتحاد البريدي العالمي                   | ?                                     | ?                    |
|             | المركز الدولي لتسوية المنازعات الاستشارية | 22 يناير 1982                         | 15 أكتوبر 1966       |
|             | الاتحاد الدولي للاتصالات                  | 27 يونيو 1972                         | 26 أغسطس 1947        |

## أعلام
هذه قائمة لبعض الشخصيات التي تربطها علاقات بالبلدين:
- سهيل كلداري (رجل أعمال باكستاني، 8 يوليو 1977 – )
- عيسى عبد الله الباشه النعيمي (دبلوماسي إماراتي، 1956 – )

## وصلات خارجية
- موقع وزارة الخارجية الإماراتية
- موقع وزارة الخارجية الباكستانية